# Sosnivka, Dubno
Sosnivka (în ucraineană Соснівка) este localitatea de reședință a comunei Sosnivka din raionul Dubno, regiunea Rivne, Ucraina.

## Demografie
Componența lingvistică a localității Sosnivka
     Ucraineană (99,34%)
     Alte limbi (0,66%)
Conform recensământului din 2001, majoritatea populației localității Sosnivka era vorbitoare de ucraineană (99,34%), existând în minoritate și vorbitori de alte limbi.